# Strandduizendguldenkruid
Strandduizendguldenkruid (Centaurium littorale) is een overblijvend kruid dat behoort tot de gentiaanfamilie (Gentianaceae).
De soort staat op de Nederlandse Rode lijst van planten als vrij zeldzaam en stabiel. Langs de kust komt de plant algemeen voor.

## Kenmerken
De plant wordt 7 tot 25 cm hoog. De roze tot lila kleurige bloemen bloeien van juli tot in de herfst. De vrucht is een doosvrucht.
Strandduizendguldenkruid komt voor langs de kust en in duingebieden. Het blad is langwerpig en smal, meestal 1-nervig en kruisgewijs aan de stengel bevestigd. De onderste bladeren zijn hooguit 3-5 mm breed en hebben drie onduidelijke nerven.